# Metopomyza adretana
Metopomyza adretana är en tvåvingeart som beskrevs av Stéphanie Boucher och Wheeler 2001. Metopomyza adretana ingår i släktet Metopomyza och familjen minerarflugor.
Artens utbredningsområde är Yukon. Inga underarter finns listade i Catalogue of Life.